# Per Amôr del Ciel
Per Amôr del Ciel è una canzone milanese scritta da Giovanni D'Anzi nel 1955.

## La canzone
È la penultima canzone scritta da Giovanni D'Anzi, e risale al 1955 quando Milano stava ancora attraversando l'ultima fase di ricostruzione dopo la fine della seconda guerra mondiale.
Furono avviati gli ultimi progetti di recupero e la Galleria Vittorio Emanuele, dopo un restauro, fu inaugurata una seconda volta.
La stampa dell'epoca tuttavia si preoccupava del fatto che per via dei bombardamenti subiti c'era il rischio del crollo di alcune guglie del Duomo di Milano o addirittura della Madonnina stessa.
È proprio leggendo questi articoli che D'Anzi scrive questa canzone, che è un misto tra una preghiera e una serenata dedicata alla Madonnina, auspicando che rimanga al suo posto a vegliare dall'alto tutti i milanesi.